# Contingente militar británico en las islas Malvinas
| Fuerzas británicas en las islas del Atlántico sur                         |                                                           |
| bandera británica de la unidad militar conjunta de las islas Malvinas     |                                                           |
| bandera británica de la unidad militar conjunta de las islas Malvinas     |                                                           |
| lealtad a                                                                 | Reino Unido                                               |
| destacamento                                                              | Unidad conjunta militar(RAF, Royal Navy y ejército inglés |
| Tamaño                                                                    | 1350 efectivos en 2012                                    |
| adscrito a                                                                | Ministerio de defensa                                     |
| Comandantes                                                               |                                                           |
| Comandante de la unidad militar conjunta de las fuerzas del Atlántico sur | Nick Sawyer                                               |
| Aeronaves                                                                 |                                                           |
| Cazas                                                                     | Eurofighter Typhoon                                       |
| Transporte                                                                | Airbus A400M • Voyager KC2 • Chinook HC4                  |

Las islas Malvinas son un territorio de ultramar británica en reclamación por Argentina y como tal su defensa es responsabilidad del Reino Unido . Junto a otros territorios británicos en el Atlántico Sur: Georgia del Sur y las islas Sandwich, están bajo la protección del BFSAI(British Forces South Atlantic Islands / fuerzas británicas de las islas del Atlántico sur), lo cual conlleva que dichos territorios sean defendidos por el ejército de tierra, la RAF y la Royal Navy /armada británica.  Estas fuerzas están comandadas por un responsable único, un comandante, que en estos momentos es Nick Sawyer.
Argentina tomó el control de las islas Malvinas el 2 de abril de 1982. Después de finalizada la guerra , el Reino Unido invirtió fuertemente en las islas con objeto de aumentar su defensa, siendo el punto más importante de la misma la nueva base aérea de Mount Pleasant (Monte Agradable), a 43 kilómetros de Puerto Argentino/Stanley'. La base se abrió en 1985, estando totalmente operativa en 1986.

## Fuerza de defensa en las Malvinas
Las islas Malvinas tienen un sistema de voluntariado, trabajando dichos voluntarios a tiempo parcial, conocido como Fuerza de defensa de las islas Malvinas(en inglés FIDF), antiguamente conocido como cuerpo de voluntarios de las islas Malvinas. Si bien esta unidad existía ya en 1982(habiendo sido creada mucho tiempo antes) como refuerzo del destacamento de marines, no jugó ningún papel importante durante la guerra de 1982, permaneciendo sus miembros bajo arresto domiciliario, durante las hostilidades, por parte de las autoridades argentinas una vez que estas capturaron las islas El FIDF funciona hoy en día como una unidad de infantería ligera con un oficial responsable del entrenamiento apoyado por un destacamento de marines(Royal marines). Pueden realizar un abanico de tareas estando integrado en la defensa de las islas. El FIDF ha sido entrenado por la armada británica para utilizar el cañón Oerlikon de 20 milímetros y para realizar el abordaje de embarcaciones sospechosas de practicar la pesca furtiva.

## Armada británica

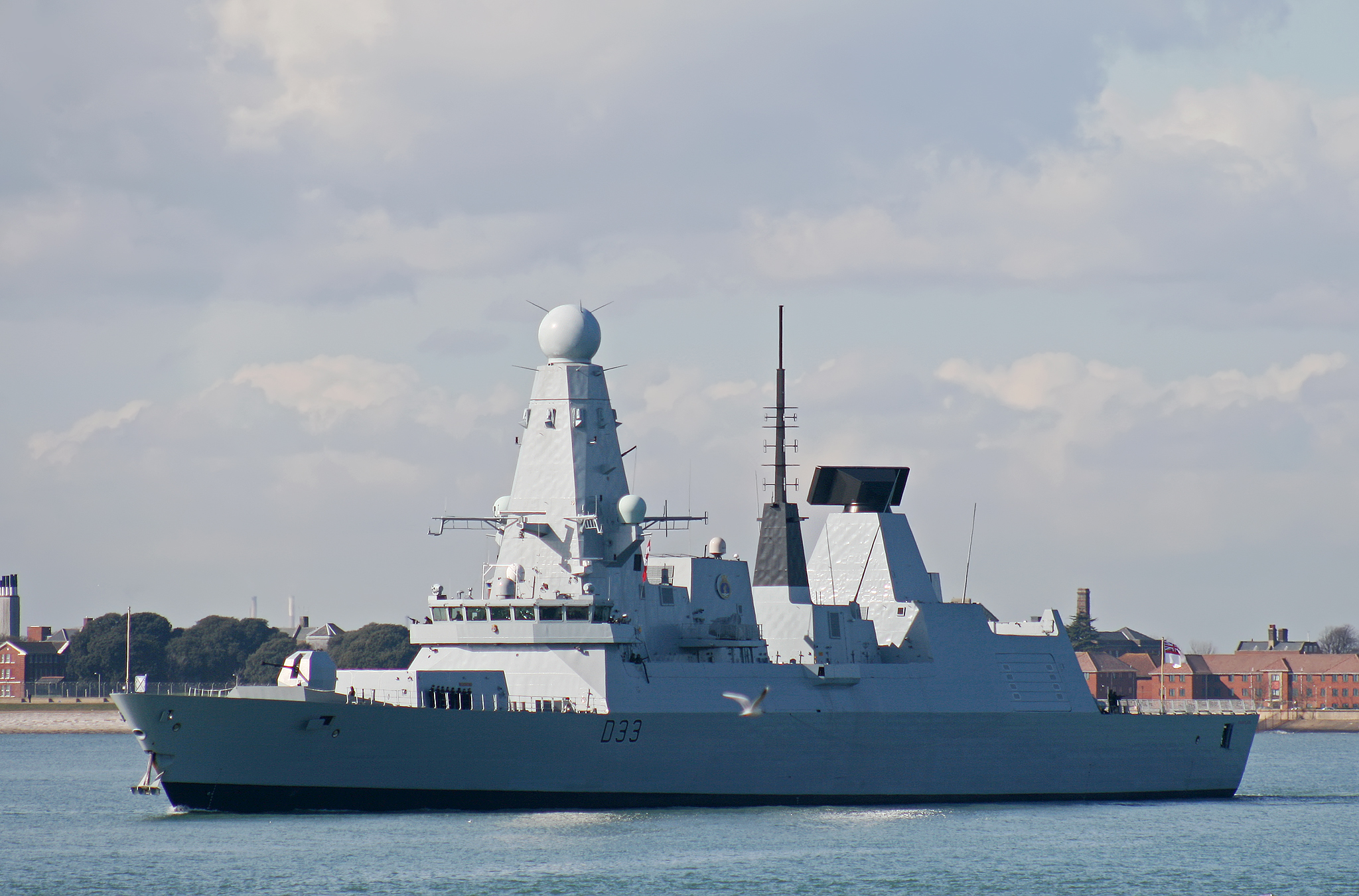
HMS Dauntless, destructor tipo 45 de la Royal Navy

La instalación de Mount Pleasant tiene su propio puerto, conocido como Mare Harbour, operado por el destacamento NP2010. La armada mantiene una presencia en el área con una fragata o un destructor acompañado por un buque auxiliar y una embarcación patrullera, en este caso el HMS Clyde, que se encuentra siempre próximo a las islas. Adicionalmente, un buque responsable de patrulla de hielo, HMS Protector, se encuentra en su base de la Antártida durante 6 meses al año.
El buque de guerra y el buque auxiliar llevan a cabo una misión de patrulla en el Atlántico sur, la cual proporciona una presencia marítima encargada de velar por los intereses del Reino Unido en esta zona. El HMS Edinburgh se hizo responsable de esta tarea en octubre de 2006, reemplazando al HMS Southampton. Antes del despliegue del Southampton este rol lo llevaba a cabo el HMS Cardiff, el cual fue designado del mismo para regresar al Reino Unido. En febrero de 2010 el buque responsable era el HMS York, siendo relevado en abril por el HMS Portland. En agosto de dicho año este buque fue  relevado por el HMS Gloucester, siendo relevado por el HMS York en abril de 2011 en el puerto de East Cove. En octubre el relevo lo llevó a cabo el HMS Montrose, lo cual generó una protesta del UNASUR(unión de naciones suramericanas). En abril de 2012 el HMS Dauntless tomó el relevo y en agosto de 2013 lo hizo el HMS Richmond. En enero de 2014 fue desplegado el HMS Portland de nuevo. La información de los buques desplegados actualmente se puede consultar aquí.
El buque patrullero es un buque de la clase River, el cual reemplazó a la clase Castle. En 2007 el HMS Clyde relevó al HMS Dumbarton y al HMS Leeds. El relevo estaría planeado en principio para 2018.

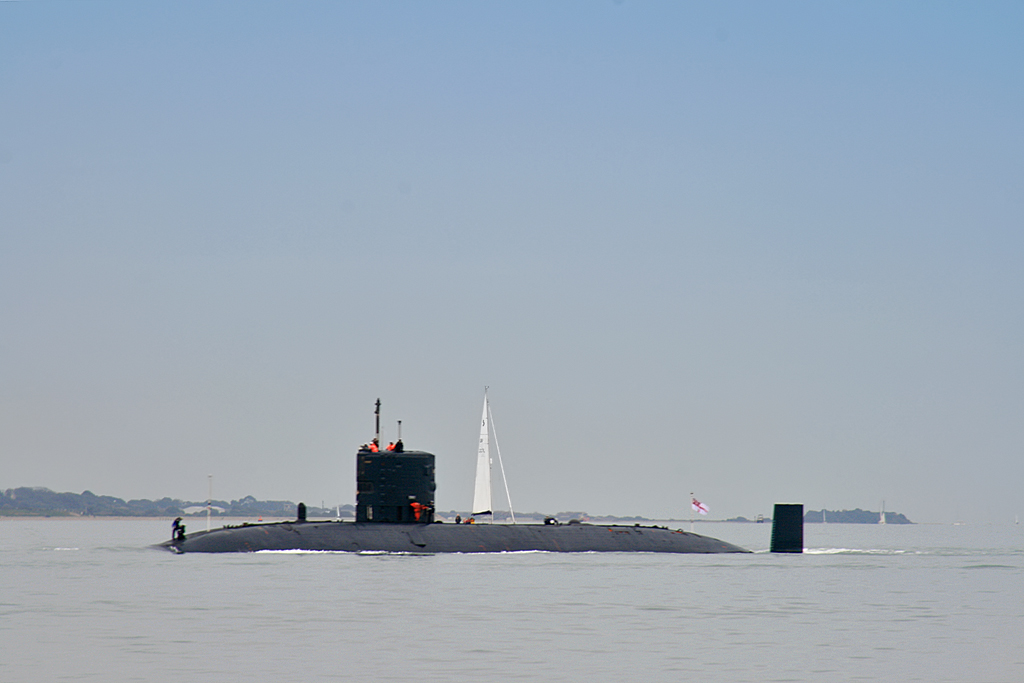
HMS Torbay, submarino nuclear de la clase Trafalgar

La armada británica dispone de submarinos de la clase Trafalgar y Astute, de tipo nuclear, que podrían ser desplegados en la zona, si bien no se dispone de datos de como y en cuanto tiempo se podría realizar el despliegue. La amenaza de submarinos a buques hostiles se demostró durante la guerra de las Malvinas, cuando el HMS Conqueror hundió al buque ARA General Belgrano que se hallaba en zona de exclusión, fuera del rango del teatro de operaciones, donde murieron más de 300 personas entre soldados, médicos, marinos, etc. Estos submarinos pueden portar misiles BGM-109 Tomahawk, con un alcance de 1500 millas(2400 kilómetros), El periódico The Sun especuló con la posibilidad de que un submarino de la clase Swiftsure, fuera enviado en marzo de 2010 a las Malvinas. En febrero de 2012, un submarino de la clase Trafalgar podría haber realizado un despliegue en la zona.

## Ejército británico
El ejército mantiene un puesto en las islas Malvinas en la zona de Mount Pleasant. Este destacamento lo componen unas 1200 personas y está compuesto de infantería así como un cuerpo de ingenieros, unidad de señales/comunicaciones y una unidad logística.

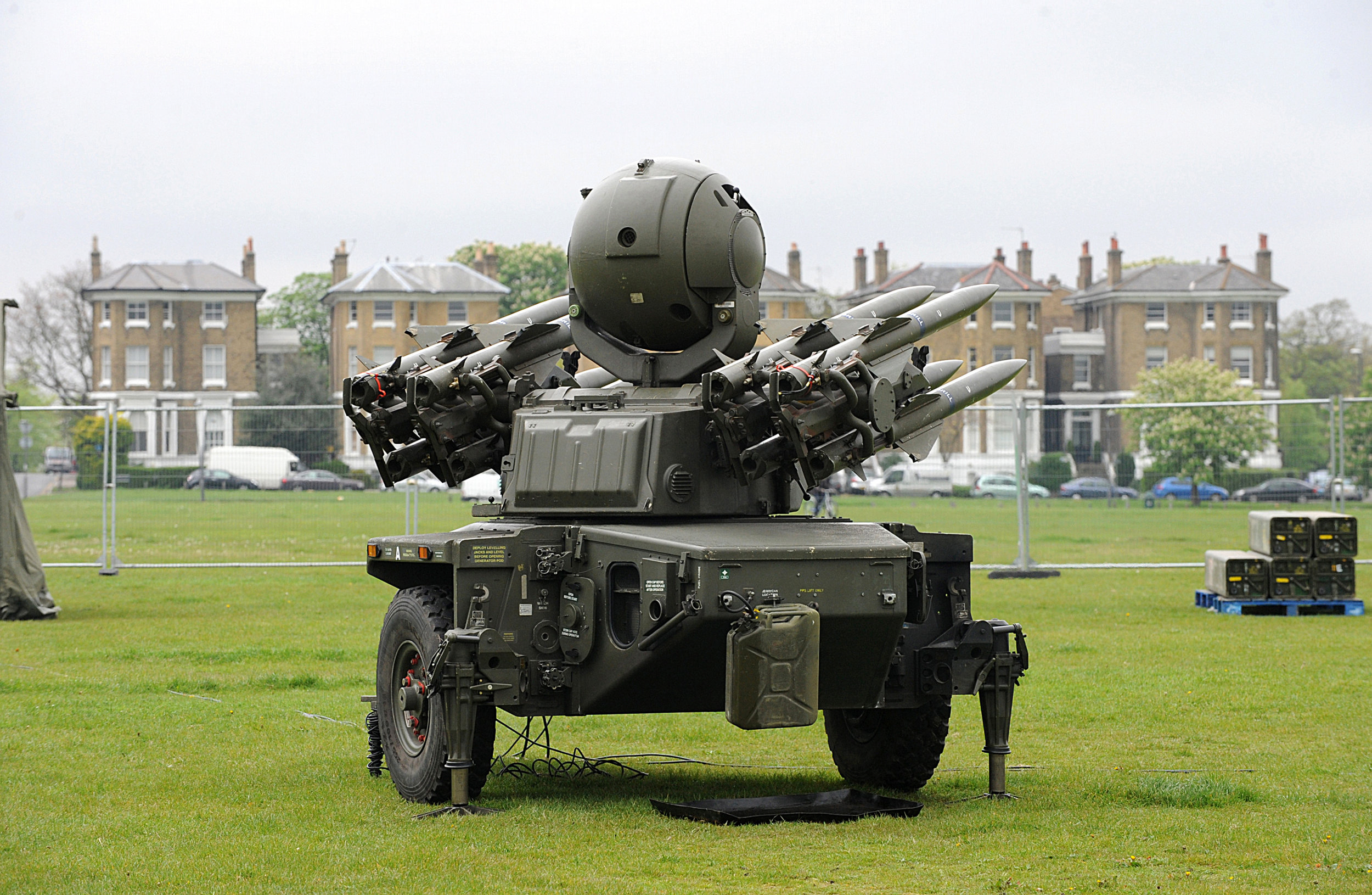
sistema de misiles [https://desarrolloydefensa.blogspot.com/2016/10/misil-tierra-aire-rapier-reino-unido.html clase Rapier

El ejército contribuye con efectivos a la unidad de eliminación de artillería y explosivos de las islas Malvinas, proporcionando equipos de ingeniería y logísticos, responsables de la eliminación de artillería no detonada o minas. Esta unidad ha quedado reducida a 11 efectivos.

## Royal Air Force
La instalación de Mount Pleasant se construyó en 1985, disponiendo de la capacidad de albergar aviones como el Lockheed Tristar. Este avión fue adquirido para realizar la ruta Reino Unido  - islas Malvinas y hasta su entrada en servicio se utilizó tanto el Boeing 747 como el 767.
El principio para las misiones de reabastecimiento en vuelo se utilizaban Lockheed C-130 Hercules C1 K, siendo reemplazados más tarde por VC10. El 31 de agosto de 2013 el VC10 fue reeemplazado por un Tristar K1, siendo a su vez reemplazado por un Voyager KC2 en febrero de 2014. Cuando se lanza un avión, inmediatamente después despega el avión cisterna en caso de que las condiciones climatológicas obliguen a aterrizar en otro aeropuerto.

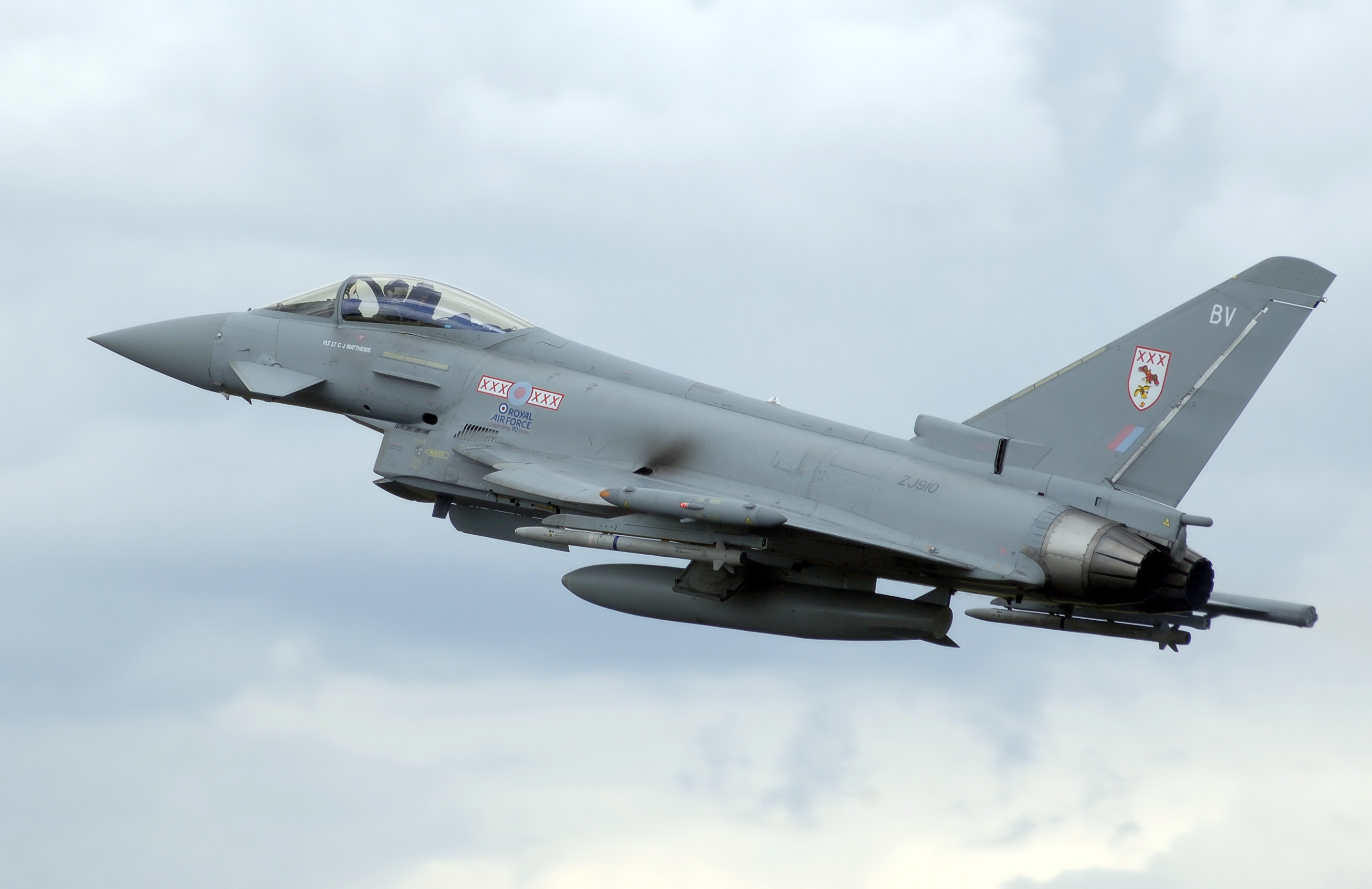
Eurofighter Typhoon

4 aviones Eurofighter Typhoon proporcionan la defensa de las islas y territorios aledaños con un rol secundario de ataque.
Si bien no actualmente, estuvieron disponibles helicópteros de la escuadrilla 1564. Estos eran del tipo Sea King y estaban a cargo de las misiones de búsqueda y salvamento. Desde 2018 la empresa AAR Corp se encarga de realizar dichas tareas mediante un contrato con el gobierno del Reino Unido. En marzo de 2015, el Reino Unido anunciaba la presencia de dos helicópteros Chinook estacionados de forma permanente en las islas Malvinas, comenzando este despliegue en junio de 2016.
Un C-130 Hercules se utilizó para tareas de transporte, búsqueda y salvamento así como patrulla marítima hasta su reemplazo por un A400M Atlas en abril de 2018.

### Organización

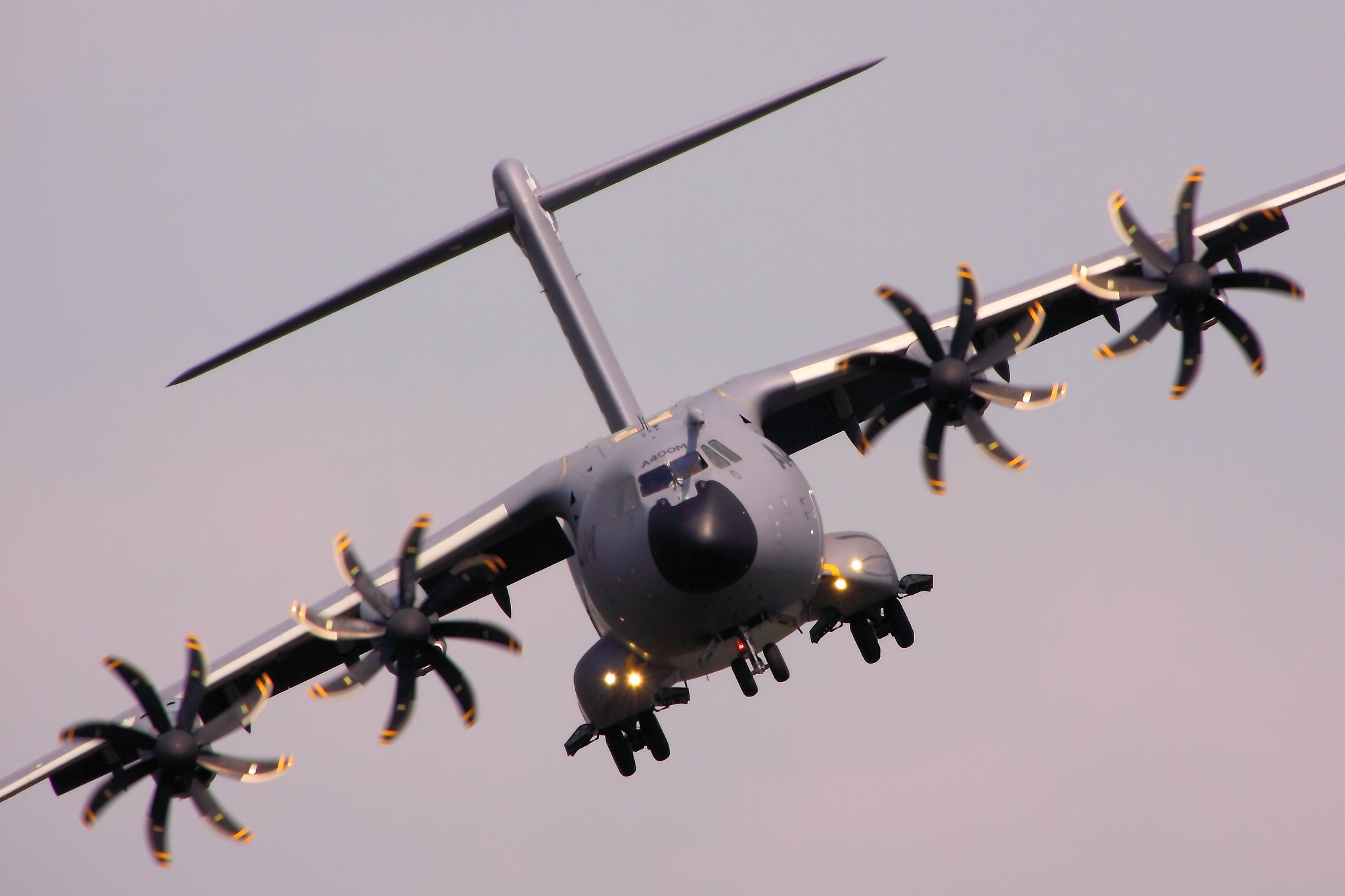
A-400M

Destacamento de la RAF en mount Pleasant(actualmente):

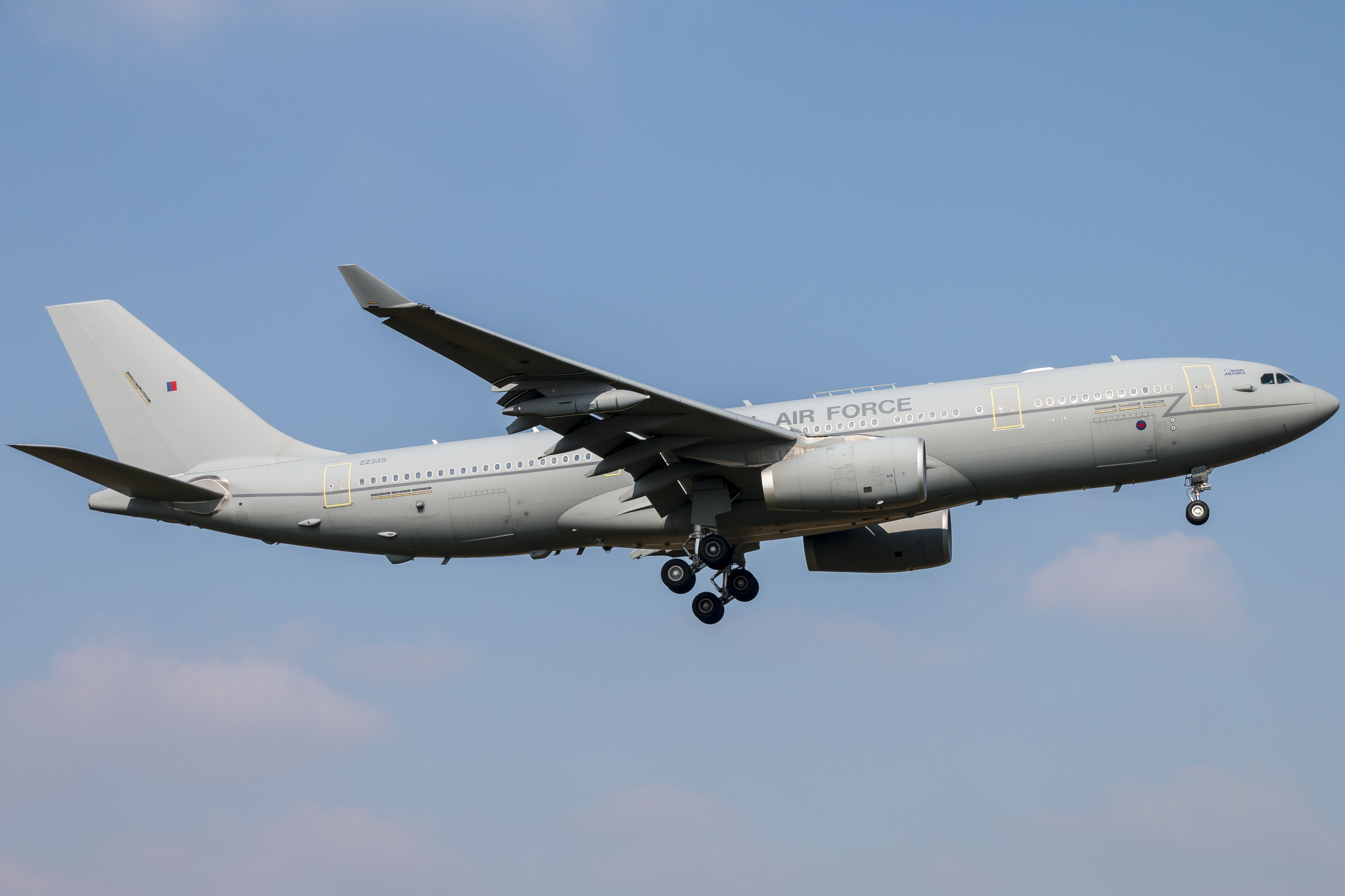
Voyager KC2

Ala 1312
- Airbus A400M atlas
- Voyager KC2Voyager KC2[24]

Ala 1435
- 4 Eurofighter Tyhoon

Ala 1310
- 2 Chinook HC4[25][26]

## Junta de servicios
La unidad de servicio conjunta de comunicaciones de las islas Malvinas proporciona servicios de guerra electrónica así como sistemas de control y mando para la Royal Navy, RAF y ejército estacionados en las islas. En esta unidad se integra un grupo de señales y personal de la RAF.
La  unidad de eliminación de artillería y explosivos se compone de un grupo de ingenieros(concretamente del 33 regimiento de ingenieros), personal de la RAF así como equipos de logística y desactivación de explosivos. Tiene su base en puerto Stanley, habiendo también un destacamento en Mount Pleasant. El grupo opera el centro de operaciones para desactivación de artillería y explosivos. Destruye municiones que quedaron sin explotar durante la guerra de las Malvinas e instruye a las tropas o a los turistas y ciudadanos de las áreas seguras y de aquellos campos de minas que han sido marcados.

## Aumento de fuerzas
El Reino Unido mantiene una fuerza de reacción rápida, la cual contiene a personal de los tres ejércitos, que podría ser desplegada en las islas en caso de recibir inteligencia de una amenaza contra la seguridad en las islas.

## Comandantes
Los siguientes han servido como comandantes de las fuerzas británicas en las islas:
- General Sir Peter de la Billière (1984–85)
- Mariscal del aire Sir John Kemball (1986)[28]
- Almirante Christopher Layman
- General A. Neil Carlier
- Mariscal del aire David Crwys-Williams (1988–89)
- General Malcolm Hunt RM
- Comodoro Ray Dixon (1998–1999)
- Brigadier David Nicholls (1999)
- Brigadier Geoff Sheldon (2000)
- Mariscal del aire John Cliffe (2001)
- Vicealmirante Sir Richard Ibbotson (febrero de 2002)
- Brigadier James Gordon (diciembre de 2002)
- Brigadier Anthony Wilson (2003)
- Mariscal del aire Richard Lacey (2004)
- Almirante Ian Moncrieff (2005)
- Brigadier Nick Davies (2007)
- Comodoro Gordon Moulds (2008)
- Comodoro Philip Thicknesse (2009)
- Brigadier William Aldridge (2011)
- Comodoro Russell La Forte (2013)
- Comodoro Darren Bone RN (2015)
- Brigadier Baz Bennett (2017)
- Brigadier Nick Sawyer (diciembre de 2018)

Instalaciones de las fuerzas británicas en el Atlántico sur:
| Nombre                            | Región         | Abierto en | Description                                                                                                  |
| --------------------------------- | -------------- | ---------- | --- |
| Complejo de Mount Pleasant        | Malvinas este  | 1985       | cuartel para el personal de defensa de las Malvinas en el atlántico sur son unos 1000 efectivos desplegados. |
| cuartel general de puerto Stanley | Malvinas Este  |            | |
| Puerto Mare /yegua                | Malvinas Este  |            | |
| RAF Mount Alice                   | Malvinas oeste |            | primera instalación de radar de alerta temprana en las Malvinas oeste.                                       |
| RAF Mount Byron                   | Malvinas oeste |            | segunda instalación de radar de alerta temprana en las Malvinas oeste.                                       |
| RAF Mount Kent                    | Malvinas Este  |            | instalación de radar de alerta temprana en las Malvinas este.                                                |